# 入営者職業保障法
入営者職業保障法（にゅうえいしゃしょくぎょうほしょうほう、昭和6年4月2日法律第57号）は、入営または応召者の職業の保障に関する日本の法律である。
1931年（昭和6年）4月2日に公布され、入営者職業保障法施行期日ノ件（昭和6年10月31日勅令第260号）によって、同年11月1日から施行された。
本法は、入営者職業保障法及国民労務手帳法廃止法律（昭和21年1月10日法律第1号）によって、廃止された（廃止法の施行日は、廃止法附則1項の規定によって、公布の日（1946年〈昭和21年〉1月10日）とされた。）。

## 概要
大日本帝国臣民の義務である兵役に服する入営者が、入営のために、被用者の地位を失い、退営後、復帰することができない事態や、あるいは将来入営するために、就職の際に不利益な取扱いを受けるなど、それまでしばしば見られた問題について、本法は、法律によって是正・解決することを目的に制定された、社会立法のひとつである。
法律の主な内容は、何人といえども被用者を求め、または求用者の採否を決定する場合、入営（応召の場合をふくむ。以下、同じ）を命じられた者、または入営を命じられることのあるべき者に対し、その故をもって不利益な取扱いをしてはならない。常時50人以上の被用者を使用する雇用者と被用者との関係について、雇用者が入営を命じられた被用者を解雇し、または被用者の入営中、雇用期間が満了したときは、その者が退営（入営の際の身体検査に不合格の結果、帰郷を命じられた場合も含む）した時から、3か月以内に特別の事情がないかぎり、ふたたび雇入れることを要する。これらの者に対する給与は、やむを得ない事由がないかぎり、入営前と同様にすることを要し、雇用、または復職後、3か月以内において民法627条、または628条（雇用契約の即時解除に関する規定）によって解雇することができない。これらの施行の規定に関して必要があると認めるときは、当局官吏、または公吏は、雇用者に対して、勧解することができる。
その特色は、当局官吏の勧解という形での干渉の方法が設けられた以外、なんらの制裁も規定されない点で制裁なき法律の適例であるとされた。
補助法に、入営者職業保障法施行令（昭和6年勅令261号）、入営者職業保障法施行規則（昭和6年10月31日内務陸軍海軍逓信省令）がある。

## 改正
本法は、入営者職業保障法中改正法律（昭和13年4月1日法律第62号）によって、次のとおり一部改正された。
- 退営者を雇用する場合において、これに与えるべき労務及び給与は、その者の入営直前の労務及び給与と同等のものであることを要するとされていた規定について、少なくとも同等のものであることを要する旨の修正がなされた（3条）。

- 本法の適用対象について、雇用者が常時50人以上の被用者を使用する場合とされていたのを、30人以上に改められた。

- 5条の2を新設し、職業紹介事業を行う行政庁（船員職業紹介法3条2項の規定により船員職業紹介事業を行う者を含む。）は、退営者であって原職のないもの又は原職に復帰することが困難であると認めるものの職業紹介については、被用者を求めようとする者に対し、その被用者たるに適すると認める退営者を優先して雇用することを慫慂することができることとされた。ただし、退営者が退営した日から3か月を経過した場合には、適用除外となる（同条2項）。

本改正規定は、入営者職業保障法中改正法律附則の規定によって、公布の日（1938年（昭和13年）4月1日）から施行された。